# TT Isla de Man de 1971
El TT Isla de Man de 1971 fue la tercera prueba de la temporada 1971 del Campeonato Mundial de Motociclismo. El Gran Premio se disputó el 12 de junio de 1971 en el Snaefell Mountain Course.

## Resultados Senior 500cc
La carrera de Senior TT tuvo que ser pospuesto un día por el mal tiempo. Giacomo Agostini se tuvo que retirar de Junior TT, por lo que su victoria número 75 en su palmarés llegaría en esta carrera. Agostini lideró de principio a fin, Peter Williams con un Matchless G50 llegó segundo y Selwyn Griffiths fue tercero. En esta carrera, Maurice Jefferey perdió la vida después de caer en Rhencullen.
| Pos.    | Piloto             | Equipo          | Tiempo    | Pts. |     |
| ------- | ------------------ | --------------- | --------- | ---- | --- |
| 1       | Giacomo Agostini   | MV Agusta       | 2:12.24.4 | 15   |     |
| 2       | Peter Williams     | Matchless       | 2:18.03.0 | 12   |     |
| 3       | Frank Perris       | Suzuki          | 2:20.45.4 | 10   |     |
| 4       | Selwyn Griffiths   | Matchless       | 2:22.57.4 | 8    |     |
| 5       | Gordon Pantall     | Kawasaki        | 2:22.57.6 | 6    |     |
| 6       | Roger Sutcliffe    | Matchless       | 2:23.56.2 | 5    |     |
| 7       | Keith Turner       | Suzuki          | 2:24.23.2 | 4    |     |
| 8       | Charlie Sanby      | Seeley          | 2:26.00.8 | 3    |     |
| 9       | Tom Dickie         | Matchless       | 2:26.21.2 | 2    |     |
| 10      | Hans-Otto Butenuth | BMW             | 2:26.21.8 | 1    |     |
| 15      | Tommy Robb         | Hurst-Seeley    | 2:29.57.0 |      |     |
| Ret     | Maurice Jeffery    | Norton          | Ret       | (†)  | (†) |
| Ret     | John Williams      | Arter-Matchless | Ret       |      |     |
| Ret     | Tony Jefferies     | Arter-Matchless | Ret       |      |     |
| Ret     | Alex George        | Kawasaki        | Ret       |      |     |
| Ret     | Alberto Pagani     | LinTo           | Ret       |      |     |
| Ret     | Alan Barnett       | Aermacchi       | Ret       |      |     |
| Ret     | Derek Chatterton   | Yamaha          | Ret       |      |     |
| Ret     | Bill Smith         | Kawasaki        | Ret       |      |     |
| Fuente: |                    |                 |           |      |     |

## Resultados Junior 350cc
En Junior TT, Giacomo Agostini Giacomo Agostini se cayó en la primera vuelta porque una de sus válvulas se rompió durante un salto en Milntown Cottage. Tony Jefferies (Yamsel) fue el más regular en una carrera accidentada.
| Pos. | Piloto           | Moto           | Tiempo    | Pts. |
| ---- | ---------------- | -------------- | --------- | ---- |
| 1    | Tony Jefferies   | Yamsel         | 2:05.48.6 | 15   |
| 2    | Gordon Pantall   | Yamaha         | 2:05.25.0 | 12   |
| 3    | Bill Smith       | Honda          | 2:07.04.8 | 10   |
| 4    | John Williams    | AJS            | 2:07.17.0 | 8    |
| 5    | Mick Chatterton  | Yamaha         | 2:09.33.6 | 6    |
| 6    | Gerry Mateer     | Aermacchi      | 2:09.51.8 | 5    |
| 7    | Mick Grant       | Yamaha         | 2:10.52.0 | 4    |
| 8    | Billie Guthrie   | Yamaha         | 2:11.09.0 | 3    |
| 9    | Günter Bartusch  | MZ             | 2:11.24.2 | 2    |
| 10   | Peter Berwick    | Suzuki         | 2:11.47.2 | 1    |
| 11   | Werner Pfirter   | Yamaha         | 2:11.50.2 |      |
| 26   | Jan Kostwinder   | Yamaha         | 2:33.15.0 |      |
| Ret  | Rodney Gould     | Yamaha         | Ret       |      |
| Ret  | Phil Read        | Yamaha         | Ret       |      |
| Ret  | Alan Barnett     | Yamaha         | Ret       |      |
| Ret  | Tony Rutter      | Yamaha         | Ret       |      |
| Ret  | Jack Findlay     | Dugdale-Yamaha | Ret       |      |
| Ret  | Giacomo Agostini | MV Agusta      | Ret       |      |
| Ret  | Selwyn Griffiths | Cowles Yamaha  | Ret       |      |

## Resultados Lightweight 250cc
El Lightweight 250 cc TT, las Yamaha dominaron la carrera que se tuvo que recortar a cuatro vueltas. Phil Read se puso a liderar la carrera cuando la moto de Peter Williams se tuvo que retirar en la primera vuelta. Barry Randle y Alan Barnett completaron el podio.
| Pos. | Piloto           | Moto           | Tiempo    | Pts. |
| ---- | ---------------- | -------------- | --------- | ---- |
| 1    | Phil Read        | Yamaha         | 1:32.23,6 | 15   |
| 2    | Barry Randle     | Yamaha         | 1:34.27.6 | 12   |
| 3    | Alan Barnett     | Yamsel         | 1:35.02.0 | 10   |
| 4    | Rodney Gould     | Yamaha         | 1:35.14.0 | 8    |
| 5    | Bill Henderson   | Yamaha         | 1:36.01.2 | 6    |
| 6    | Gyula Marsovszky | Yamaha         | 1:36.18.0 | 5    |
| 7    | Peter Berwick    | Yamaha         | 1:36.42.6 | 4    |
| 8    | Ian Richards     | Yamaha         | 1:36.53.4 | 3    |
| 9    | Börje Jansson    | Yamasaki       | 1:36.58.0 | 2    |
| 10   | Gordon Pantall   | Yamaha         | 1:37.00.8 | 1    |
| 13   | Jack Findlay     | Dugdale-Yamaha | 1:37.34.8 |      |
| 15   | Werner Pfirter   | Yamaha         | 1:37.47.8 |      |
| 21   | Jan Kostwinder   | Yamaha         | 1:42.42.8 |      |
| 24   | Brian Finch      | Yamaha         | 1:43.40.8 |      |
| 32   | Alberto Pagani   | Crooks-Suzuki  | 1:54.57.8 |      |
| Ret  | Alex George      | Yamaha         | Ret       |      |
| Ret  | Barry Smith      | Yamaha         | Ret       |      |
| Ret  | Peter Williams   | MZ             | Ret       |      |
| Ret  | Chas Mortimer    | Yamaha         | Ret       |      |
| Ret  | Derek Chatterton | Yamaha         | Ret       |      |
| Ret  | Günter Bartusch  | MZ             | Ret       |      |
| Ret  | Frank Perris     | Yamaha         | Ret       |      |
| Ret  | Tony Rutter      | Yamaha         | Ret       |      |

### Lightweight 125 cc TT
Barry Sheene realizó una sola apairicón en 125cc pero resbaló en Quarterbridge en la segunda vuelta cuando transitaba en segunda posición. La carrera fue ganada por Chas Mortimer con Yamaha, en la carrera más lenta desde 1953.
| Pos. | Corredor        | Moto   | Tiempo     | Pts. |
| ---- | --------------- | ------ | ---------- | ---- |
| 1    | Chas Mortimer   | Yamaha | 1:20.54.0  | 15   |
| 2    | Börje Jansson   | Maico  | 1: 23.43.6 | 12   |
| 3    | John Kiddie     | Honda  | 1:29.12.2  | 10   |
| 4    | Peter Courtney  | Yamaha | 1:29.28.2  | 8    |
| 5    | Nev Watts       | Honda  | 1:29.43.6  | 6    |
| 6    | Carl Ward       | Maico  | 1:30.23.6  | 5    |
| 7    | Fred Smart      | Honda  | 1:30.36.6  | 4    |
| 8    | Lindsay Porter  | Honda  | 1:31.38.2  | 3    |
| 9    | Bill Rae        | Maico  | 1:32.48.4  | 2    |
| 10   | James Pearson   | Honda  | 1:33.05.0  | 1    |
| Ret  | Barry Sheene    | Suzuki | Ret        |      |
| Ret  | Günter Bartusch | MZ     | Ret        |      |
| Ret  | Jan Kostwinder  | Yamaha | Ret        |      |